# 柳巴爾卡 (巴什坦卡區)
47°25′3″N 32°11′55″E / 47.41750°N 32.19861°E
柳巴爾卡（烏克蘭語：Любарка），是烏克蘭的村落，位於該國南部尼古拉耶夫州，由巴什坦卡區負責管轄，始建於1815年，面積0.18平方公里，海拔高度13米，2001年人口11，人口密度每平方公里61.1人。